# محمية حرش إهدن الطبيعية
محمية حرش إهدن الطبيعية هي محمية طبيعية تقع في شمال لبنان، وهي تحتوي على غابة متباينة وجميلة للغاية من أرز لبنان، مما يجعل المحمية جزءًا مهمًا جدًا من التراث الثقافي والطبيعي للبلاد. تقع على المنحدرات الشمالية الغربية لجبل لبنان، وتدلل بالضباب وهطول الأمطار المرتفع نسبيًا، وهناك العديد من النباتات النادرة والمستوطنة التي تزهر فيها. يحد غابات الأرز غابة مختلطة من العرعر، التنوب، وآخر مجتمع محمي في البلاد من أشجار التفاح البرية المهددة بالانقراض. في نزهة سلمية عبر الغابة قد يلاحظ الزائر المحظوظ العقاب الملكي الشرقي المهدد أو عقاب بونلي، الذئب الرمادي، قط بري، ابن آوى الذهبي، أو الثعلب الأحمر. من المؤكد أن الأودية والوديان الجميلة للمحمية، مع أزهارها البرية، والسمندل الزاهي اللون، والفطر، وغيرها من النباتات والحيوانات.

## تاريخ الطبيعة

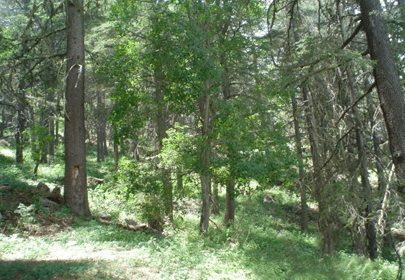
من داخل المحمية

### التنوع البيولوجي
محمية حرش أهدن الطبيعية غنيّة بالتنوع البيولوجي للأصناف الحيّة. تم تسجيل أكثر من 1058 نوعًا من النباتات في المحمية، وهو ما يمثل حوالي 40 ٪ من جميع أنواع النباتات المحلية في لبنان. هذا مثير للإعجاب، بالنظر إلى أن الاحتياطي يمثل أقل من 0.1 ٪ من إجمالي مساحة لبنان. تشكل الغابات مجموعة فريدة من الصنوبريات وأشجار عريضة الأوراق دائمة الخضرة دائمة الخضرة في منطقة نباتية معزولة ذات تضاريس متنوعة للغاية.

### النباتات والأزهار
تم تحديد ما مجموعهُ 1030 نوعًا من النباتات المحلية و 39 نوعًا آخر من الأشجار الأصلية في المحمية حتى الآن. 70 نوعًا يستخدمون «لبنان» في أسمائهم، مثل: الأرز اللبناني، و صفصاف لبناني، و برباريس لبناني؛ وهناك 22 نوعًا تحمل أسماء مهمة للبنان، مثل دينثوس كرامي (بعد يوسف بك كرم، شخصية وطنية في القرن التاسع عشر)، وأستراغالوس الإهديني (على قرية إهدن).
تعتبر المحمية أيضًا الحد الأقصى الجنوبي لمنطقة تنوب قيليقية (Cilician fir).
بعض إحصائيات الأنواع النباتية المحلية في المحمية:
- 212 نوعًا (20٪) نادرة و 126 نوعًا آخر (12٪) تعتبر مهددة.
- 115 نوعًا من النباتات مستوطنة في لبنان، و 10 أنواع مستوطنة في حرش إهدن.
- يتم التعرف على 78 نوعًا من النباتات والنباتات الطبية.

### المجتمعات النباتية

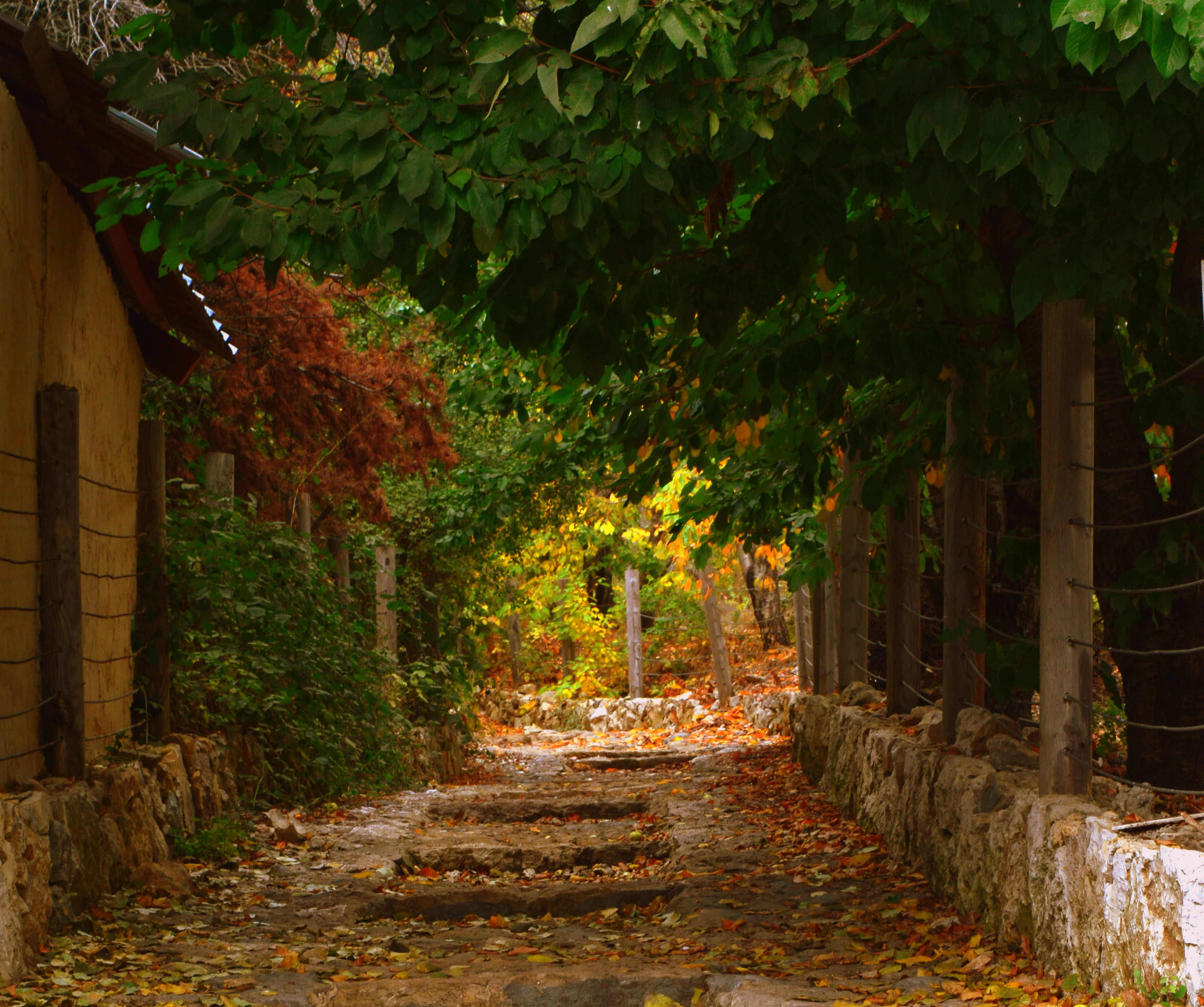
مدخل محمية إهدن الطبيعية

المجتمعات النباتية الرئيسية للغابة ذات الأهمية القصوى للمحافظة عليها هي:
- مجتمع غابات الأرز اللبناني – الذي يمثل حوالي 20 ٪ من غابات الأرز المتبقية في لبنان، وبالتالي فهو مهم على المستوى الوطني.
- مجتمع غابات تنوب قيليقية.
- مجتمع غابات العرعر المتعالي – الذي يعتبر موردًا ومجمعًا جينيًا لمشاريع إعادة التحريج المحتملة على علو مرتفع. تعتبر هذه المادة مهمة على المستوى الوطني كمخزون جيني لإعادة تحريج قمم جبل لبنان المرتفعة فوق خط ارتفاع 2000 متر.
- مجتمع غابات التفاح اللبناني (Malus trilobata).

حرش إهدن هي المنطقة المحميَّة الوحيدة في لبنان التي تحتوي على آخر مجتمع غابات متبقي من التفاح البري المتوطن في لبنان.

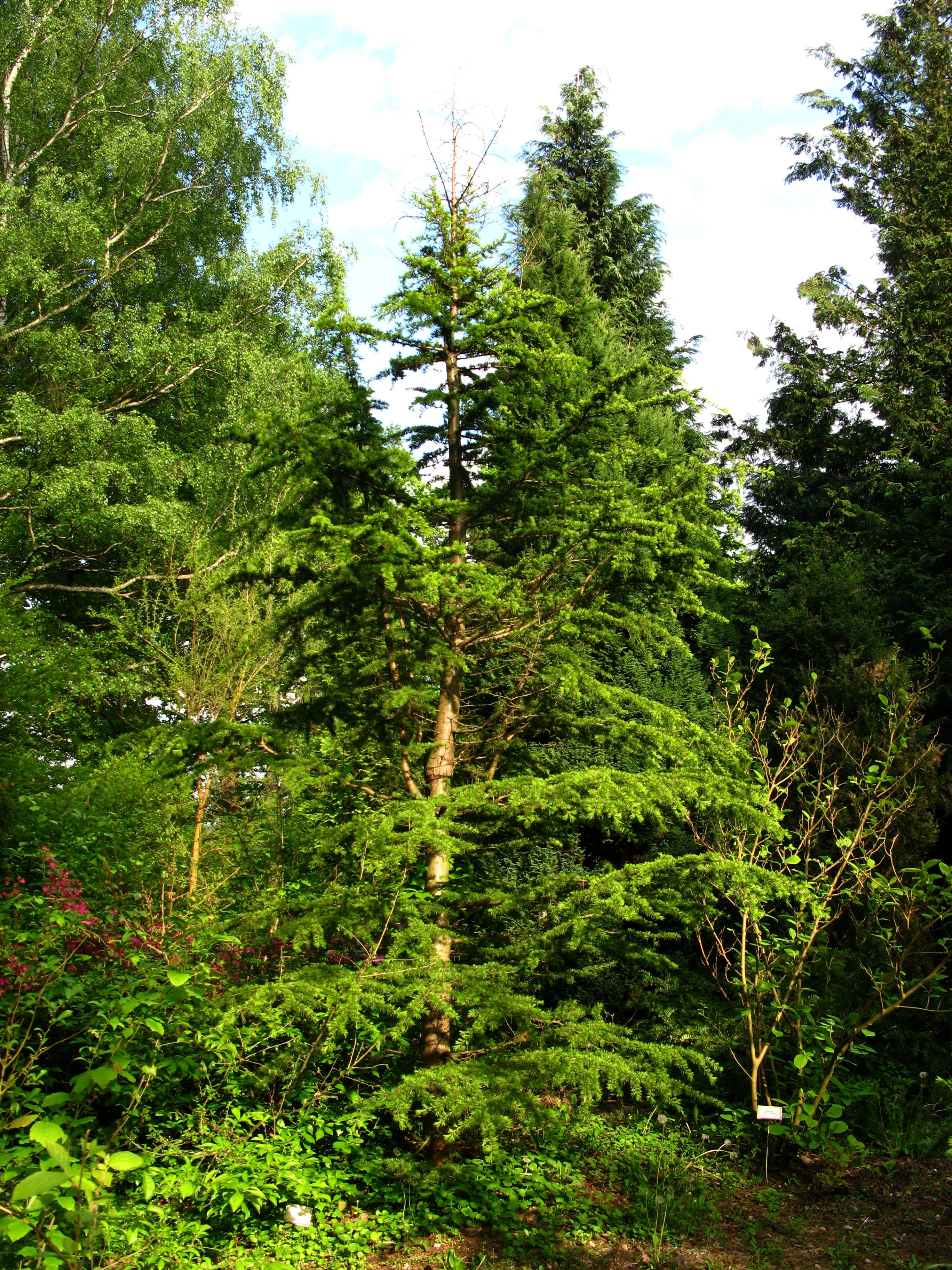
أرز لبناني
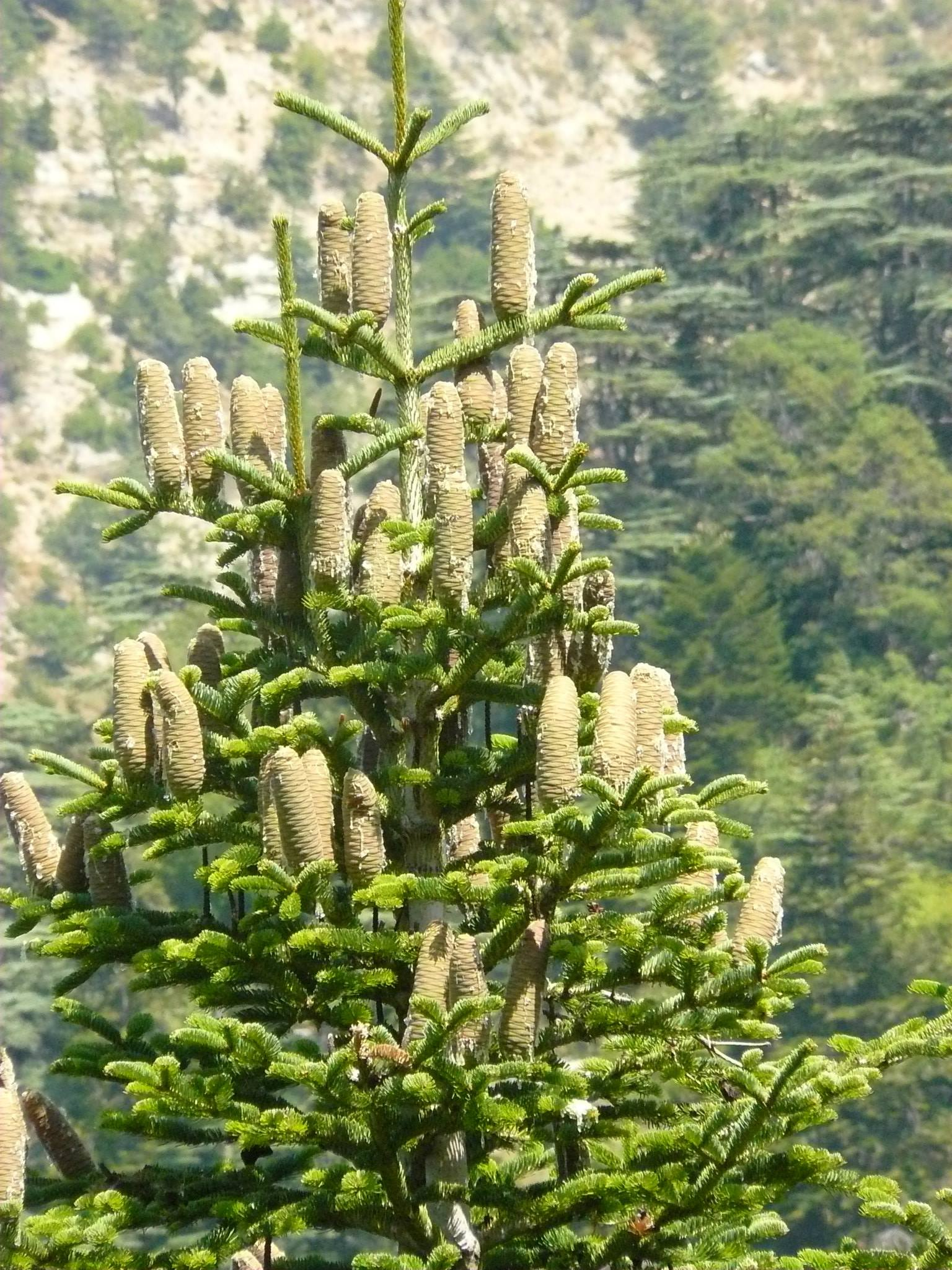
تنوب قيليقية
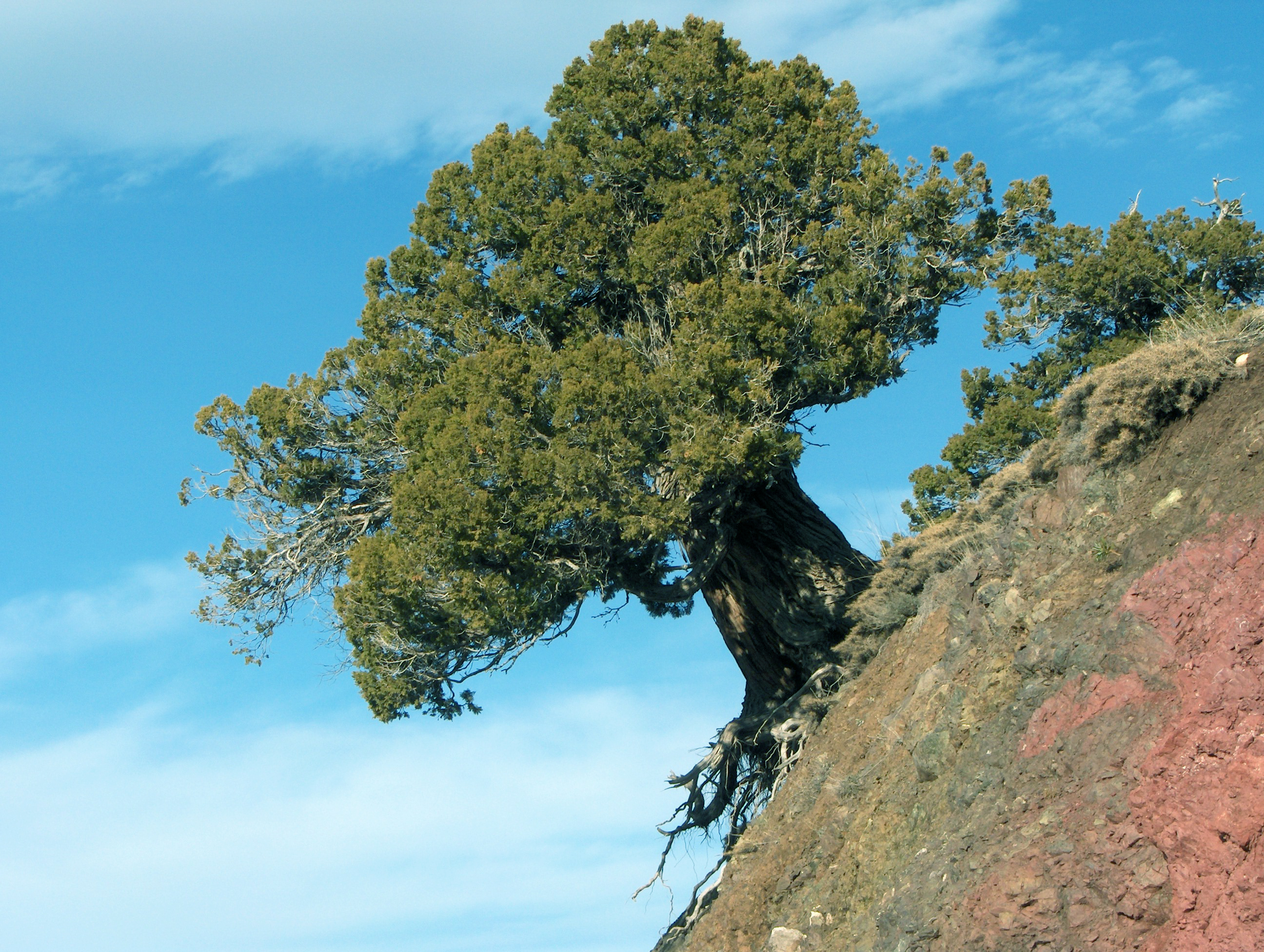
عرعر متعالي

### الحيوانات

#### الثديات
شوهد أكثر من 27 من الثدييات في حرش إهدن (لا تشمل الخفافيش)، والتي تمثل ثلث الثدييات اللبنانية. هناك ستة أسر كبيرة في المحمية: الحاشرات، والحيوانات آكلة اللحوم، والقوارض، وأرنبيات الشكل، والخفاشيات، ومزدوجات الأصابع.
هناك ثلاثة عشر نوعًا مهددة عالميًا، وعلى مستوى الأنواع المهددة محليًا بالانقراض (الذئب الرمادي، Canis lupus)، وهناك نوع واحد مستوطن في حرش إهدن ( زباب أصغر أبيض الأسنان، Crocidura suaveolens)، وتعتبر أربعة أنواع مهددة على المستوى العالمي.
ومن بين الأنواع المسجلة: أرنب الصحراء البري (Lepus capensis)، وفأر الحراج (Apodemus sylvaticus)، والغرير الأوروبي (Meles meles)، والقنفذ الجنوبي ذو الصدر الأبيض (Erinaceus concolor)، وشيهم متوج هندي (Histrix indica)، السنجاب القوقازي (Sciurus anomalus)، الضبع المخطط (Hyaena hyanena)، وابن عرس صغير (Mustela nivalis)، القط البري (Felis silvestris)، الذئب الرمادي (Canis lupus)، ابن عرس منتن مجزع (Vormela Peregusna).
قد تكون المحمية أيضًا موطنًا لكثير من الأنواع المنقرضة في لبنان مثل: اليحمور الأوروبي (Capreolus capreolus)، وأيل أسمر فارسي (Dama dama mesopotamica)، والنمر الأناضولي (Panthera pardus tulliana)، والدب البني السوري (Ursus arctos syriacus)، وأرخص (Bos primigenius).

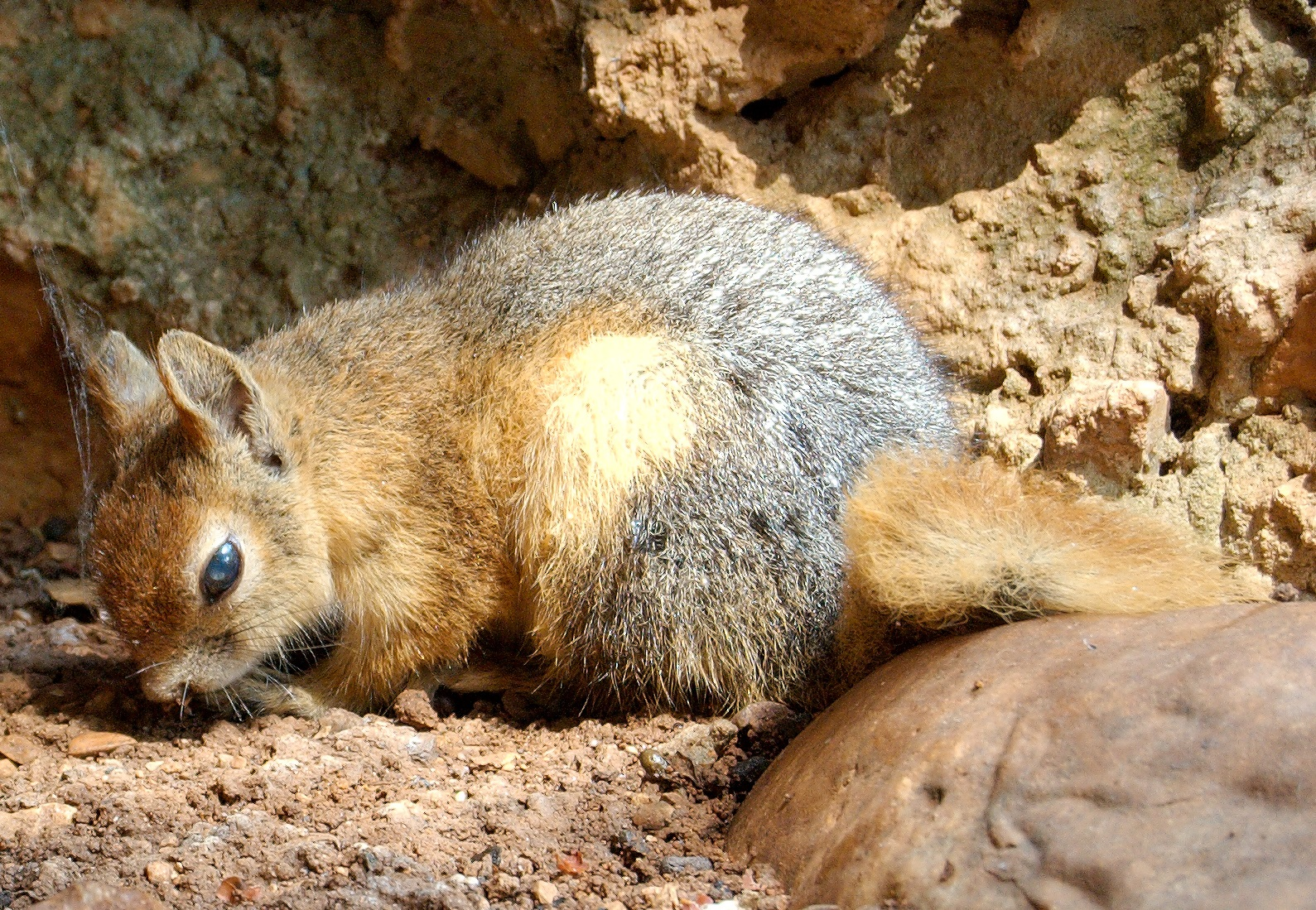
سنجاب فارسي
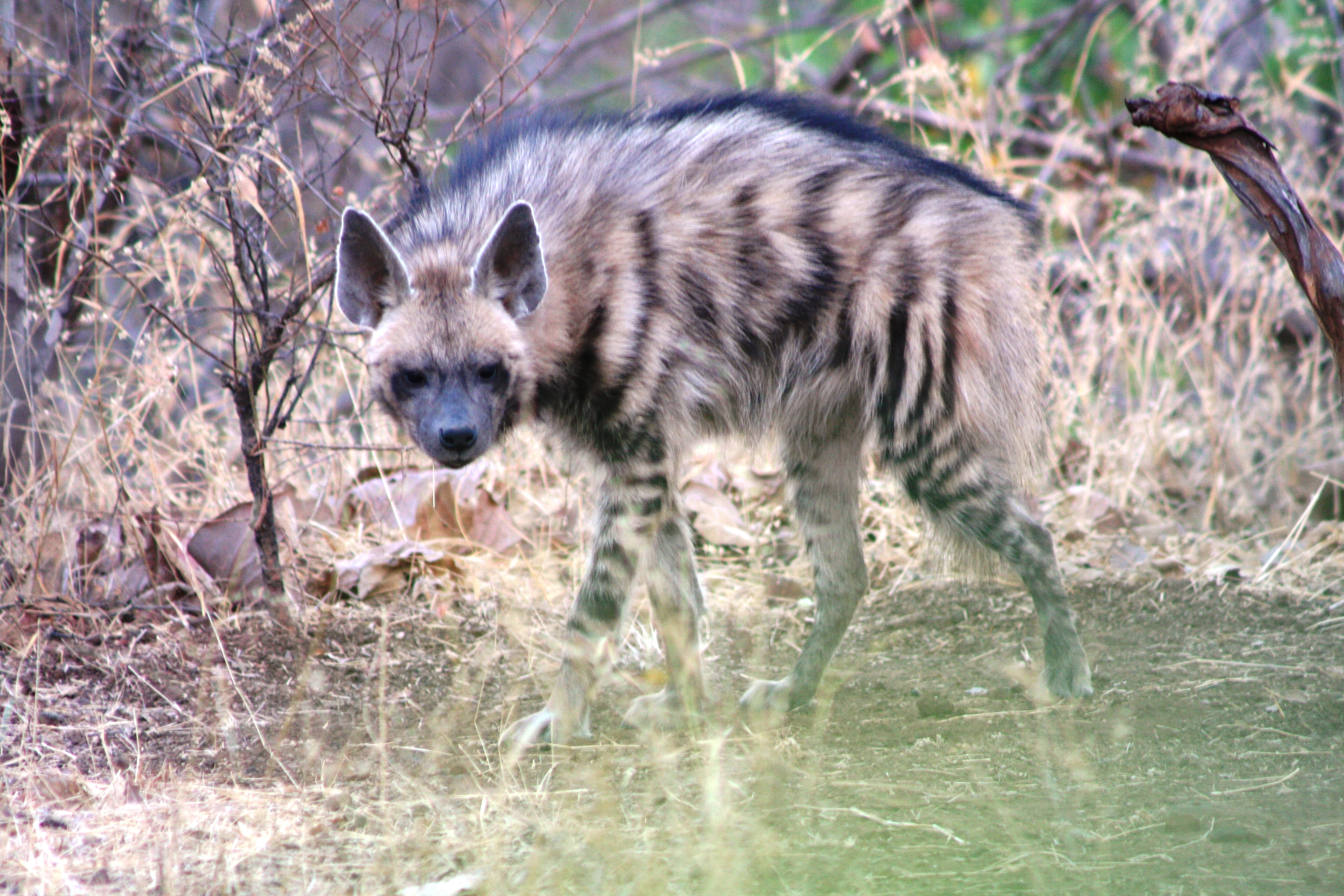
ضبع مخطط
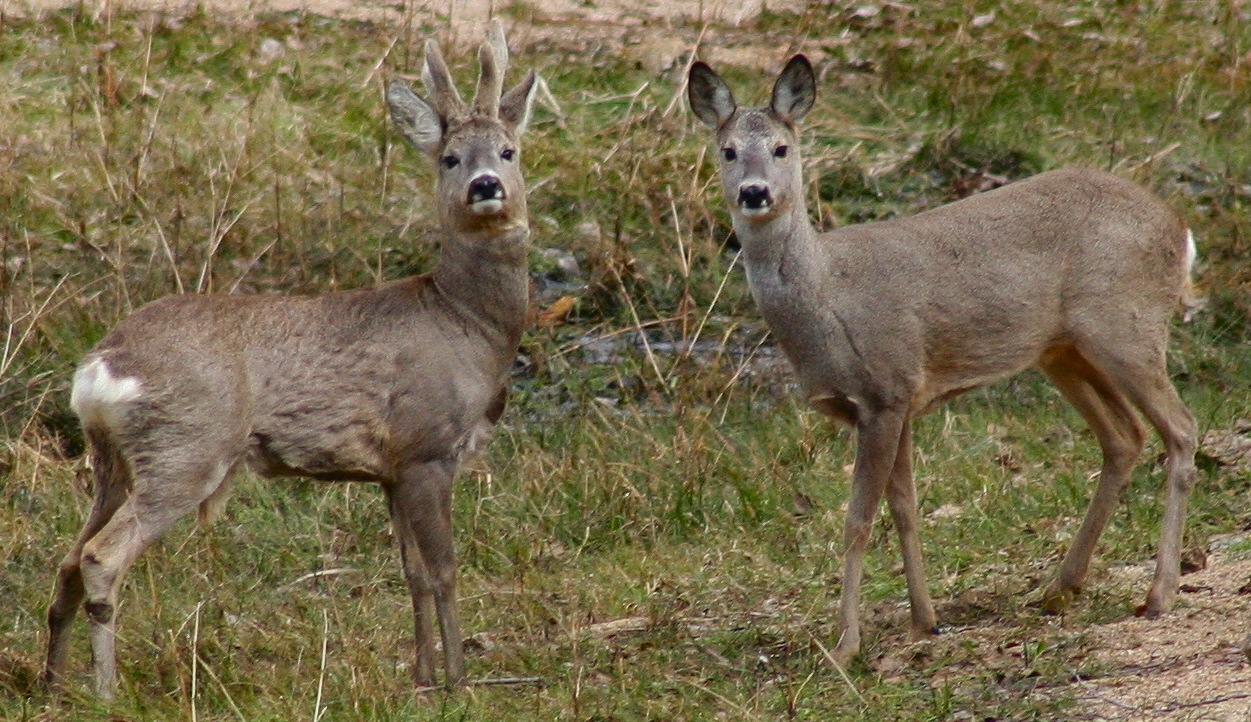
يحمور أوروبي (ذكر وأنثى)
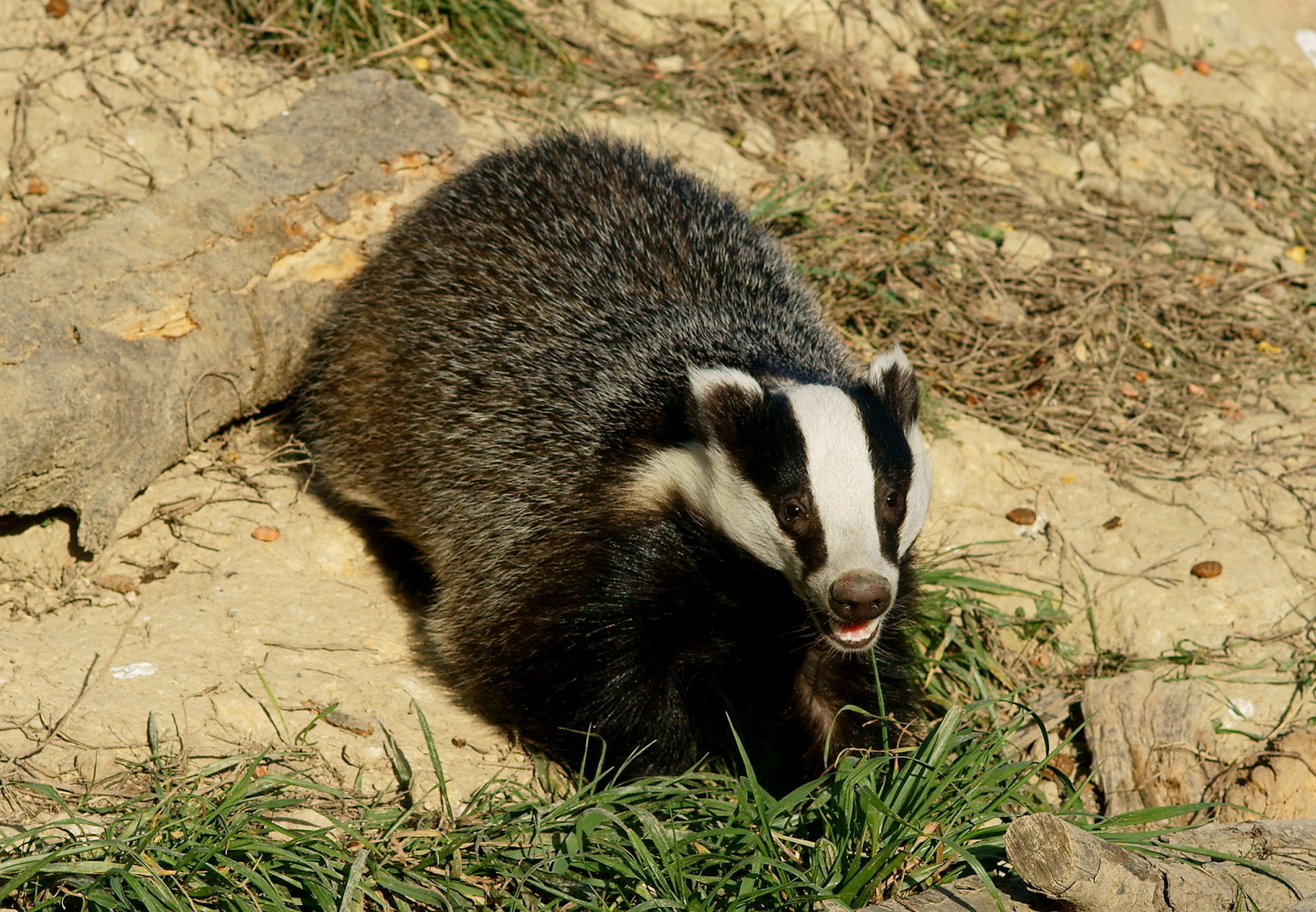
غرير أوروبي

#### الطيور
محمية حرش إهدن الطبيعية غنية بحياة الطيور؛ لأنها توفر عددًا من الموائل المختلفة التي تسمح للأنواع المختلفة بالعيش فيها. من بين الأنواع المسجلة تعتبر 4 أنواع مهددة على المستوى العالمي، 5 أنواع تعتبر معرضة للخطر على النطاق الإقليمي، و 18 نوعًا تواجه ظروفًا غير مواتية في أوروبا، و 57 نوعًا نادر في لبنان.
الأنواع المسجلة تشمل:
عقاب ملكي شرقي (Aquila heliaca)، عقاب بونلي (Hieraaetus fasciatus)، قرقف أزرق (Parus caeruleus)، مرعة الغيط (Crex crex)، بيدق (Accipiter brevipes)، صقر الغزال (Falco cherrug), بجعة بيضاء كبيرة (Pelecanus onocratalus)، لقلق أسود (Ciconia nigra)، رخمة مصرية (Neophron perenopetrus)، وروار أوروبي (Merops apiaster)، سنونو الرمل (Riparia riparia)، لقلق أبيض (Ciconia ciconia)، حمامة الغابة (Columba polumbus)، وقواق مرقط كبير (Clamator glandarius)، بومة مصاصة (Tyto alba)، و نقار الخشب السوري (Dendrocopos syriacus).

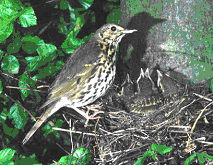
سمنة مطربة
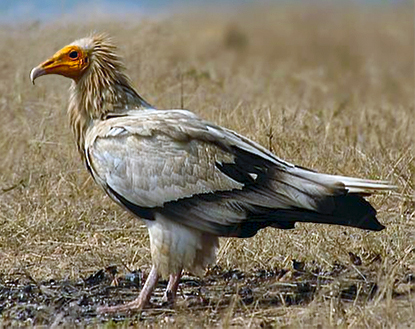
رخمة مصرية
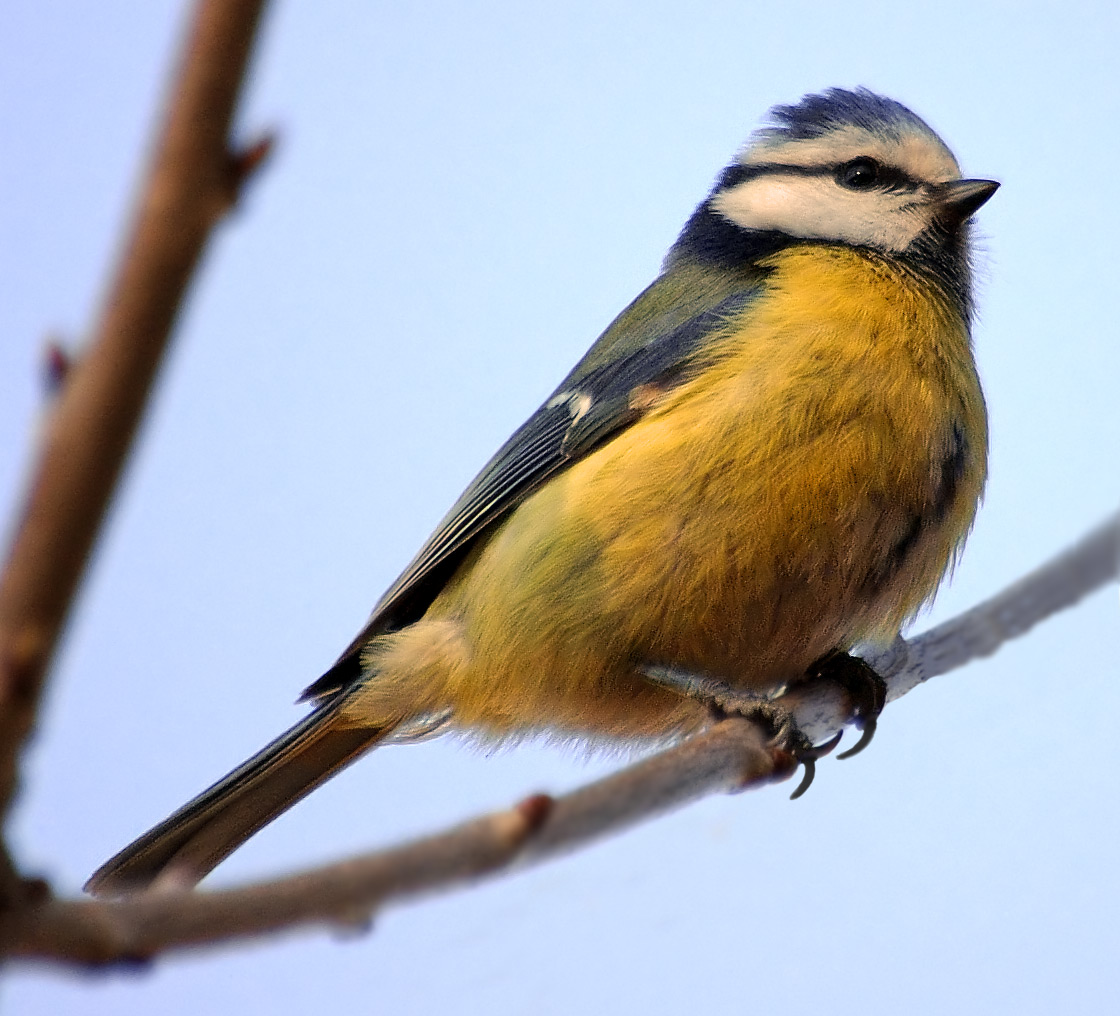
قرقف أزرق
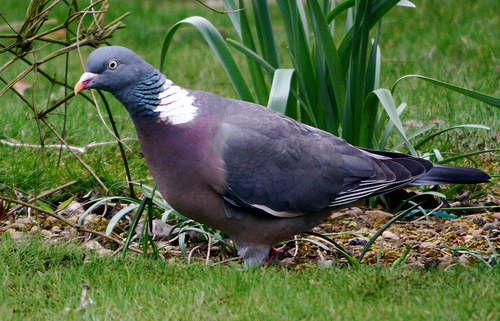
حمامة الغابة

#### البرمائيات والزواحف
هناك 23 نوعًا تم تسجيلها في محمية حرش إهدن الطبيعية، 4 برمائيات و 19 زاحفًا، نوع واحد مهدد عالميًا (الحرباء المتوسطية، شاميليو شاميليون)، نوع واحد فريد، و 19 نوعًا مهدد في لبنان.
الأنواع تتضمن:
أفعى لبنان (Montivipera bornmuelleri)، أفعى فلسطين (Vipera palaestinae)، الأفعى ذات الجلد الأخضر ‏ (Hierophis viridiflavus)، سحلية جراية مخططة (Trachylepis vittata)، سحلية شرايبر الهامشية ‏ (Acanthodactylus schreiberi)، الأفعى السوداء الصحراوية -الصل الأسود- (Walterinnesia aegyptia)، ضفدع الجبل (Bufo bufo).

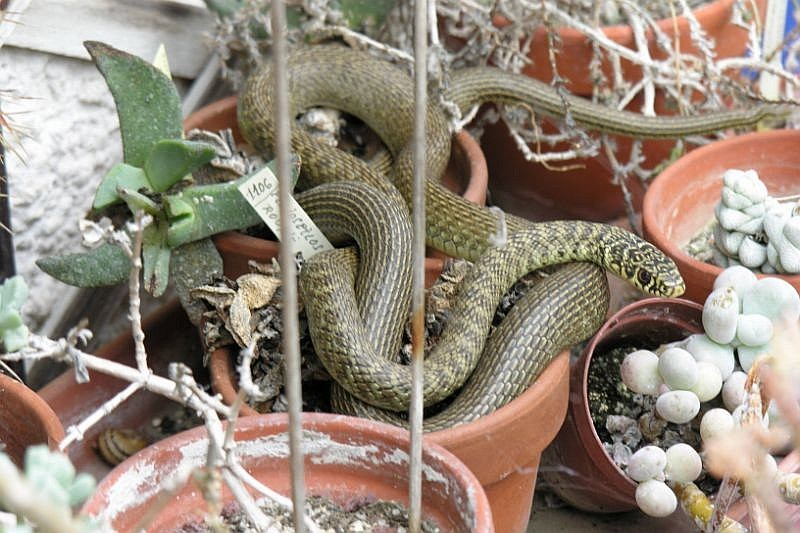
أفعى ذا جلد أخضر
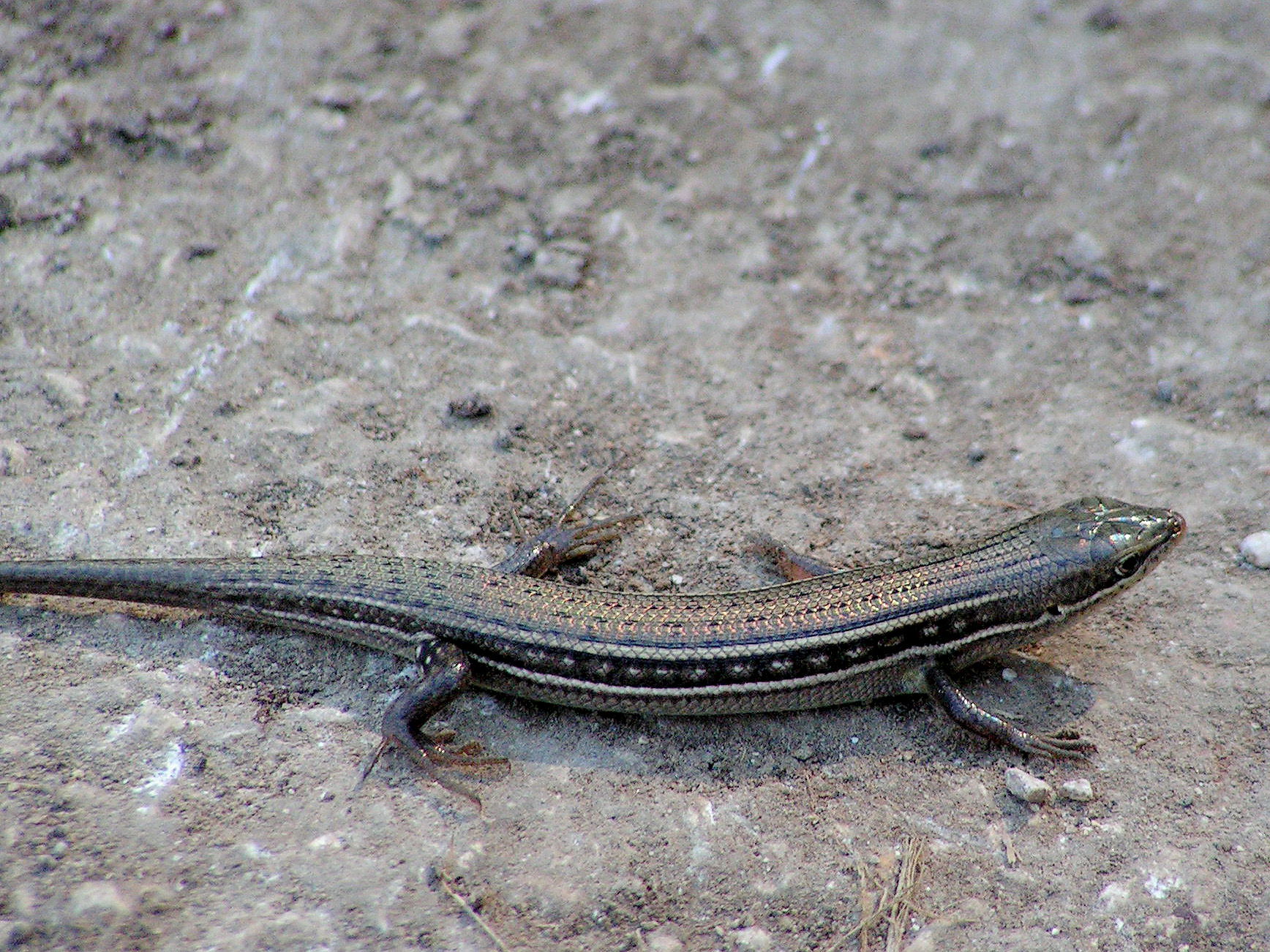
سحلية جراية مخططة
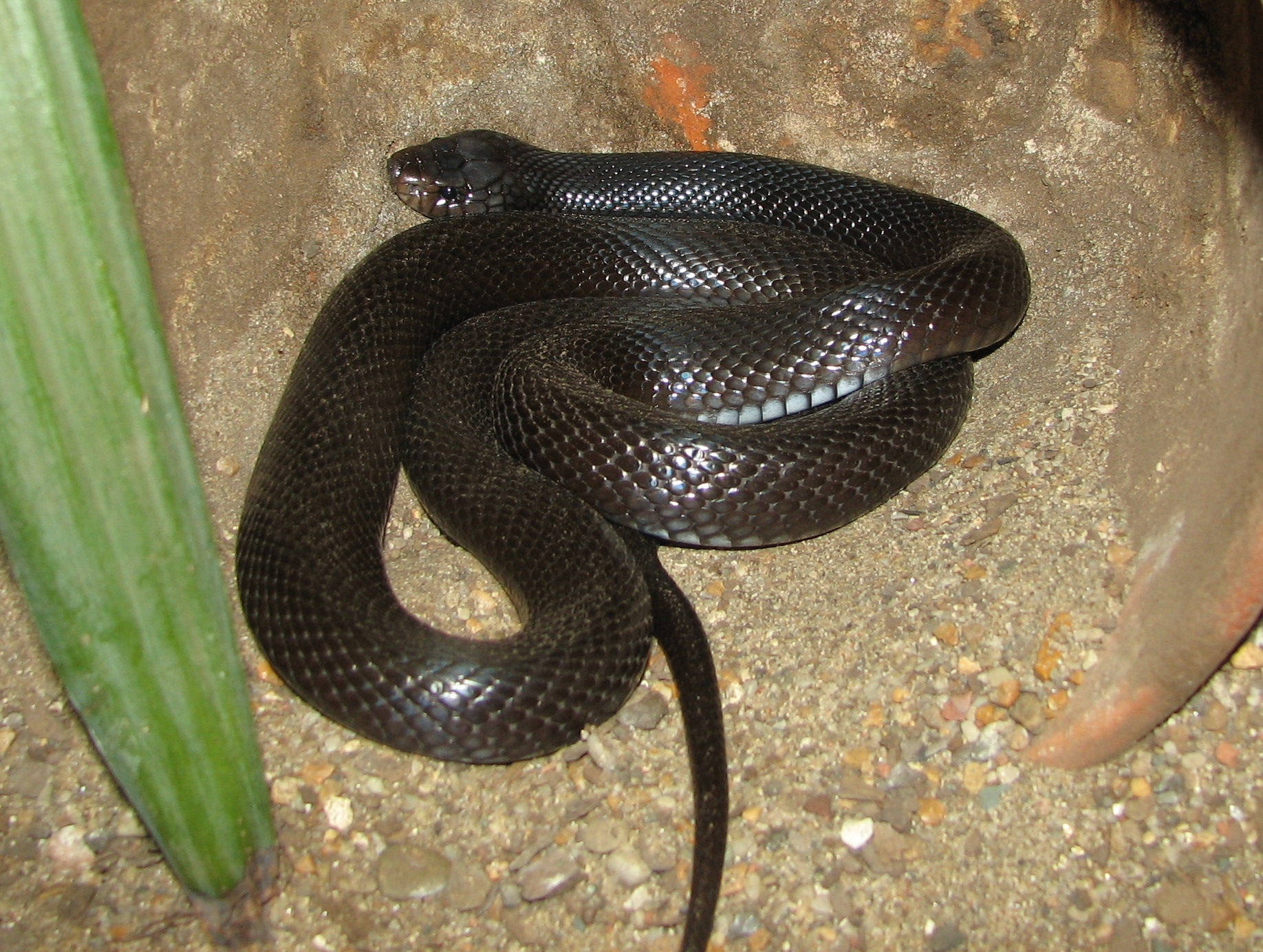
الأفعى السوداء الصحراوية
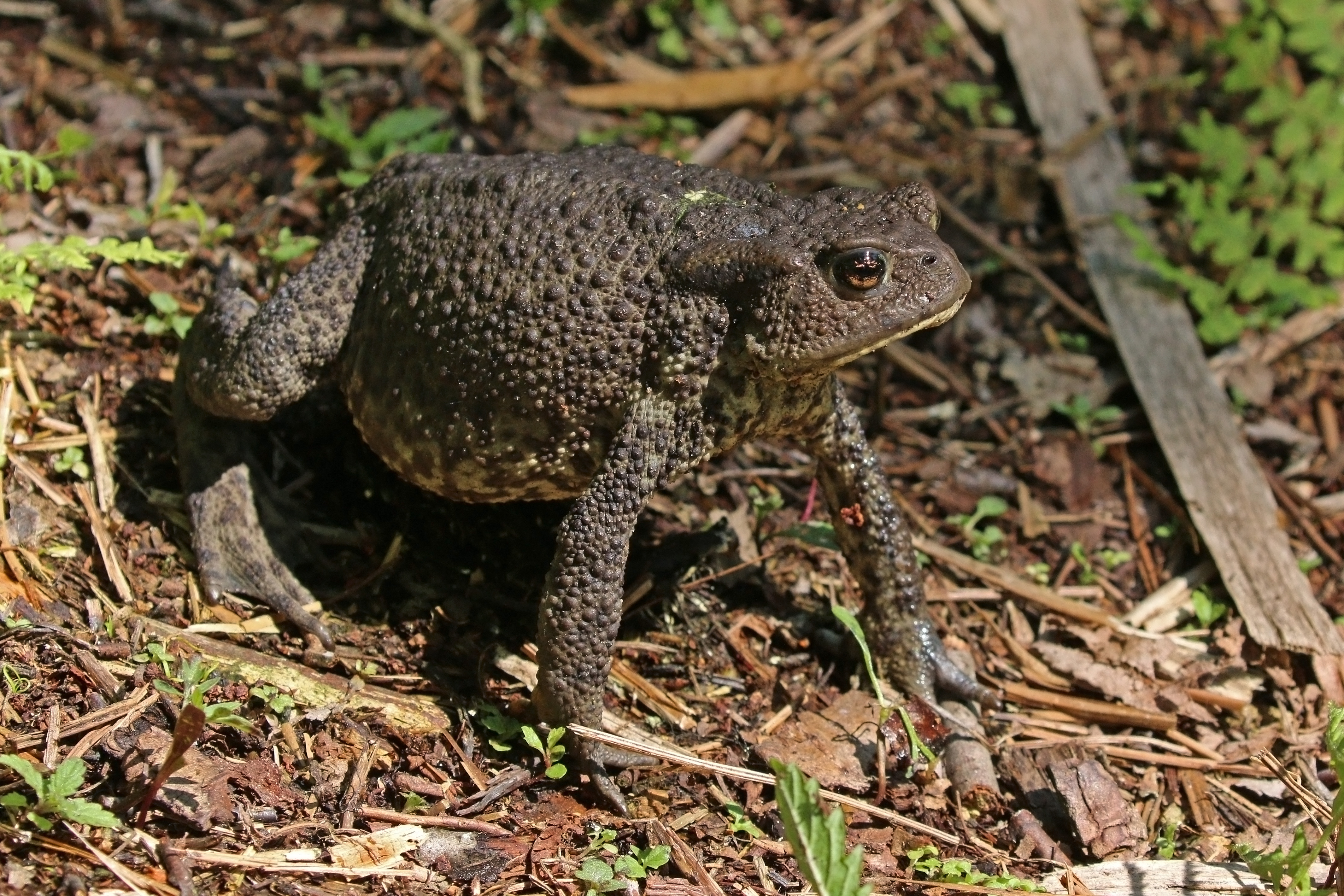
ضفدع الجبل

## التراث الثقافي والأنشطة
- أفضل موسم للزيارة: بالنسبة للمتنزهين؛ يُعَد فصلي الخريف والربيع أكثر المواسم اعتدالًا وإمتاعًا للمشي في الهواء الطلق. بالنسبة إلى الزائرين الذين يحبون الاستمتاع بألوان الطبيعة المتعددة، فإن شهر أكتوبر هو أفضل شهر للاستمتاع بألوان الخريف، ويعد شهر أبريل إلى مايو أفضل الشهور لمشاهدة المحمية في فترة الإزهار.مقهى في أحد شوارع إهدن

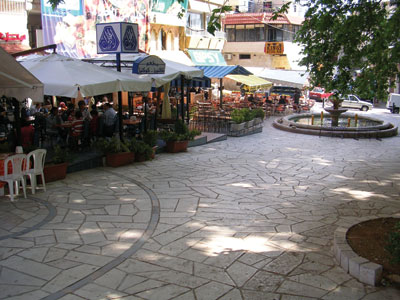
مقهى في أحد شوارع إهدن

- لأنشطة الترفيهية الرئيسية داخل المحمية: يمكن الاستمتاع بمشاهدة الطيور، والتسلق، وركوب الدراجات في الجبال والتصوير على مدار العام. تحتوي المحمية على معسكر يقدم أنشطة تعليمية في الهواء الطلق للأطفال خلال الأسبوع وللبالغين في عطلة نهاية الأسبوع. تعتمد الأنشطة الدقيقة على الموسم وتختلف من سنةٍ إلى أخرى.
- المواقع الأثرية: لا توجد مواقع أثرية داخل المحمية. ومع ذلك، في قرية إهدن يمكن للزائر زيارة بعض الكنائس والأديرة التاريخية، وكذلك السوق القديم في الجزء التاريخي من المدينة. على سبيل المثال: تعتبر كنيسة القديس ماماس (مار ميماس) أول كنيسة مارونية مبنية بالحجارة في لبنان.
- الأنشطة الرئيسية القريبة من المحمية: قد يرغب الزوار في قضاء الليلة في إهدن أو في إحدى القرى الأخرى القريبة من المحمية. لإطلالة بانورامية على شمال لبنان، يمكن للزوار زيارة كاتدرائية سيدة الحصن، وهي كنيسة حديثة مبنية على شكل نجمة وتقع على قمة. لن يرغب الزوار أيضًا في تفويت الميدان، وهو سوق إهدن التاريخي الذي يتميز بالهندسة المعمارية اللبنانية التقليدية ومليء بالمقاهي والحلويات والمطاعم.